# Istoria Liechtensteinului
Principatul Liechtenstein a avut o istorie oarecum stabilă. La un moment dat, teritoriul a format o parte a  provinciei romane antice Raetia. Timp de secole, acest teritoriu - eliminat geografic din interesele strategice europene - a avut un impact mic asupra istoriei Europei. Anterior domniei dinastiei curente, regiunii i-a fost oferită feud în schimbul unui angajament de serviciu. 
Dinastia Liechtensteinului, de la care principalitatea își ia numele, vine din Castelul Liechtenstein din depărtata Austria Inferioară, pe care familia l-a avut în proprietate din cel puțin 1440 până în secolul al XIII-lea și din 1807 înainte. De-a lungul secolelor, dinastia a achiziționat vaste întinderi de pământ, predominant în Moravia, Austria Inferioară, Silezia și Ducatul Styriei, deși, în toate cazurile, aceste teritorii erau ținute prin feudalism, sub alți suzerani mai seniori, în particular sub linii variate a familiei Habsburgice, la care câțiva prinți ai Liechtensteinului au servit ca sfătuitori personali. Astfel, fără teren vasal ținut direct sub tronul Imperial, dinastia Liechtensteiniană nu a putut îndeplini cerințele de bază pentru calificarea la un scaun în montajul deliberativ imperial, Reichstagul.
Familia a dorit puterea adăugită, pe care un scaun în guvernul Imperial ar putea s-o aducă, și astfel a căutat să se împroprietărească cu terenuri libere, sau ținute fără patronaj feudal în afară de Sfântul Împărat Roman însuși, care avea drepturi asupra pământului. După o perioadă de timp, familia a fost capabilă să procureze minusculul Herrschaft (domeniu al lordului feudal) al Schellenbergului și județul Vaduz (în 1699 și respectiv 1712) de la Hohenemi. Micul Schellenberg și Vaduz aveau exact statutul politic necesar; nu aveau niciun lord feudal cu excepția contelui lor suveran și Împăratul suzeran.
Așadar, pe 23 ianuarie 1719, după ce achiziția fusese făcută în mod corespunzător, Carol al VI-lea, Împărat Roman, a decretat unirea Vaduzului cu Schellenberg și a elevat teritoriul nou format la demnitatea de Fürstentum (principat), cu numele de „Liechtenstein” în onoarea „servitorului [său] adevărat, Anton Florian, Principe de Liechtenstein”. Pe această dată, Liechtenstein a devenit membru suveran al Sfântului Imperiu Roman. Este un testament al oportunității pur politice a procurărilor, căci Prinții Liechtensteinului nu au pus piciorul în noua lor principalitate timp de peste 120 de ani.

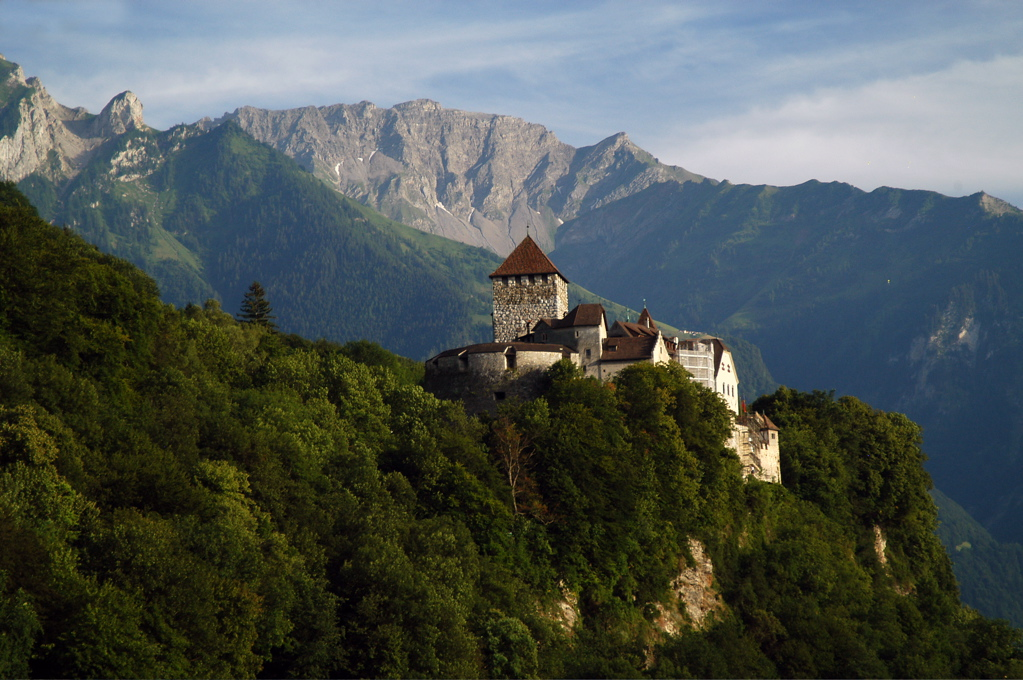
Castelul Vaduz din capitală încă este casa prinților Liechtensteinului

Ca rezultat a Războaielor napoleoniene, până în 1806, Sfântul Imperiu Roman era sub controlul împăratului francez Napoleon I. Napoleon a dizolvat Imperiul și acest fapt a avut consecințe mari pentru Liechtenstein: mecanismele imperiale, legale și politice s-au destrămat, iar statul a sistat obligațiile datoriilor către orice senior feudal de dincolo de granițele sale. Publicațiile moderne atribui de obicei (deși incorect) suveranitatea Liechtensteinului acestor evenimente. În realitate, prințul său a devenit doar suzeran și a rămas lord suveran. Din 25 iulie 1806, când a fost fondată Confederația Rinului, prințul Liechtensteinului i-a fost membru, de fapt un vasal a hegemoniului acesteia, Împăratul Francez Napoleon I, până la dizolvarea Confederației, pe 19 octombrie 1813.

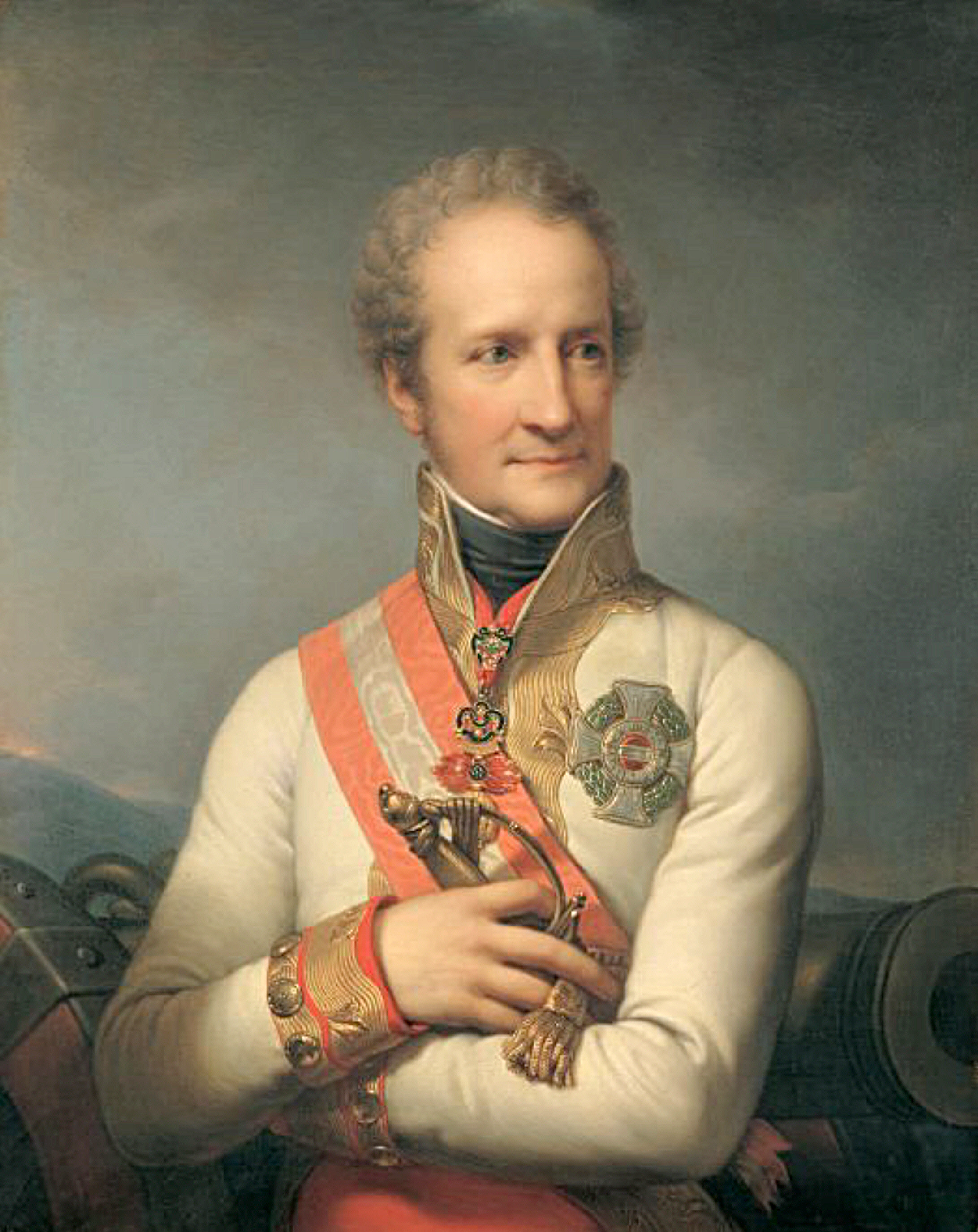
Ioan I Iosif, prinț de Liechtenstein.

Curând după, Liechtenstein a aderat la Confederația Germană (20 iunie 1815– 24 august 1866, care a fost prezidată de către Împăratul Austriei).
Atunci, în 1818, Johann I a acordat o constituție, deși era limitată pri natura sa. În anul 1818, de asemenea, Prințul Alois a fost primul membtru al casei Liechtenstein; totuși, prima vizită a unui prinț suveran în principat nu va avea loc până în 1842.
Liechtenstein a avut și multe avantaje în secolul al XIX-lea, căci în 1836 a fost deschisă prima fabrică, permițând producerea ceramicii; în 1861, a fost fondată Banca pentru depozit și împrumut, precum și prima moară de țesut bumbac. Au fost construire două poduri peste Rin în 1868, iar în 1872 a fost construită o șină de tren de-a lungul principatului.
Când a fost declanșat Războiul Austro-Prusac prin 1866, Liechtenstein a fost supus la noi presiuni, căci, o dată cu declararea păcii, Prusia a acuzat Liechtensteinul că ar fi cauza războiului prin numărarea greșită a voturilor pentru războiul cu aceasta. Ulterior, Liechtenstein a refuzat să semneze un tratat de pace cu Prusia și au rămas în război, deși nu s-a înfăptuit niciun conflict propriu-zis. Acesta a fost unul din argumentele sugerate pentru a justifica invazia posibilă a Liechtensteinului în anii 1930.
Până la sfârșitul Primului Război Mondial, pricipatul a fost, mai întâi, strâns legat de Imperiul Austriac și apoi de Imperiul Austro-Ungar; prinții conducători au continuat să investească mare parte a averilor de la proprietățile din teritoriile Habsburgice și au petrecut mult timp la palatele lor din Viena. Devastațiile economice cauzate de Primul Război Mondial au forțat țara în a conchide o uniune monetară și comercială cu celălalt vecin al său, Elveția. Armata Liechtensteinului a fost desființată în 1868, din motive financiare. Se argumentează că, pe vremea dizolvării Imperiului Austro-Ungar, Liechtenstein - ca feudă pentru Sfântul Imperiu Roman - nu a mai fost legat de statul independent în curs de apariție, Austria, deoarece aceasta din urmă nu s-a considerat succesorul legal al Imperiului. Această teorie este parțial contrazisă de percepția liechtensteiniană contemporană că Împăratul Austro-Ungar detronat încă a mențiunut o moștenire abstractă a Sfântului Imperiu Roman.

Franz I, Principe de Liechtenstein.

În primăvara anului 1938, după anexarea Austriei la Germania Mare (Anschluss), principele Franz I, în vârstă de 84 de ani, a abdicat, numindu-și vărul de 31 de ani, Prințul Franz Josef al II-lea, ca succesor al său. Deși este susținut că motivul abdicării lui Franz I a fost vârsta înaintată, se crede că el nu a dorit să fie pe tron dacă Germania avea să „înghită” Liechtensteinul. Soția lui, cu care s-a însurat în 1929, fusese o femeie evreică înstărită din Viena, iar naziștii liechtensteinieni locali deja o izolaseră ca „problema” evreiască. Deși Liechtenstein nu a avut un partid oficial nazist, o mișcare de simpatie nazistă era deja pe punctul de a izbucni în partidul Uniunii Naționale al său.
Pe timpul celui de-al Doilea Război Mondial, Liechtenstein a rămas neutru, în timp ce averile regale din zona de război erau duse în principat (și în Londra) pentru a fi bine păstrate. La sfârșitul conflictului, Cehoslovacia și Polonia, dorind să confiște ceea ce ei credeau a fi posesii germane, au dezproprietărit toate terenurile ereditare a dinastiei Liechtensteinului și posesiile din Moravia, Silezia și Boemia - principii Liechtensteiunului au trăit în Viena până la Anschluss din 1938. Dezproprietăririle (subiect al disputelor legale moderne de la Curtea Internațională de Justiție) au inclus peste 1600 km2 de teren agricultural și forestier, în care se aflau mai multe castele și palate a familiei regale. Cetățenilor Liechtensteinului le era interzis, de asemenea, să intre în Cehoslovacia pe timpul Războiului Rece. Liechtenstein a oferit azil pentru aproximativ cinci sute de soldați din Prima Armată Naţională Rusească (o forță rusească colaboraționistă în Wehrmachtul german) la sfârșitul celui de-al Doilea Război Mondial; acest fapt este comemorat de un monument de la orașul de graniță, Hinterschellenberg, și este marcat pe harta pentru turiști a țării. Actul de a oferi adăpost nu a fost o favoare mică, deoarece țara era săracă și a avut dificultăți în grija pentru un așa grup mare de refugiați. Eventual, Argentina a fost de acord pentru relocarea nevoiașilor de azil. În contrast, britanicii au repatriat rușii care au luptat pentru Germania împotriva URSS-ului, dar mulți dintre ei au pierit în Gulag.
Fiind în mari nevoi financiare după război, dinastia Liechtensteinului a recurs la vinderea comorilor artistice a familiei, printre care, spre exemplu, portretul neprețuit „Ginevra de' Benci” de Leonardo da Vinci, care a fost achiziționat de Galeria Națională de Artă din Statele Unite, în 1967. În deceniile care au urmat, însă, Liechtenstein a prosperat, deoarece a folosit rate de impozite scăzute pentru a atrage companii și firme către țară
Principele de Liechtenstein este al șaselea cel mai bogat lider din lume, cu o avere estimată la € 3,9 miliarde. Populația țării se bucură de unul din cele mai înalte standarde de viață din lume.